# تورون

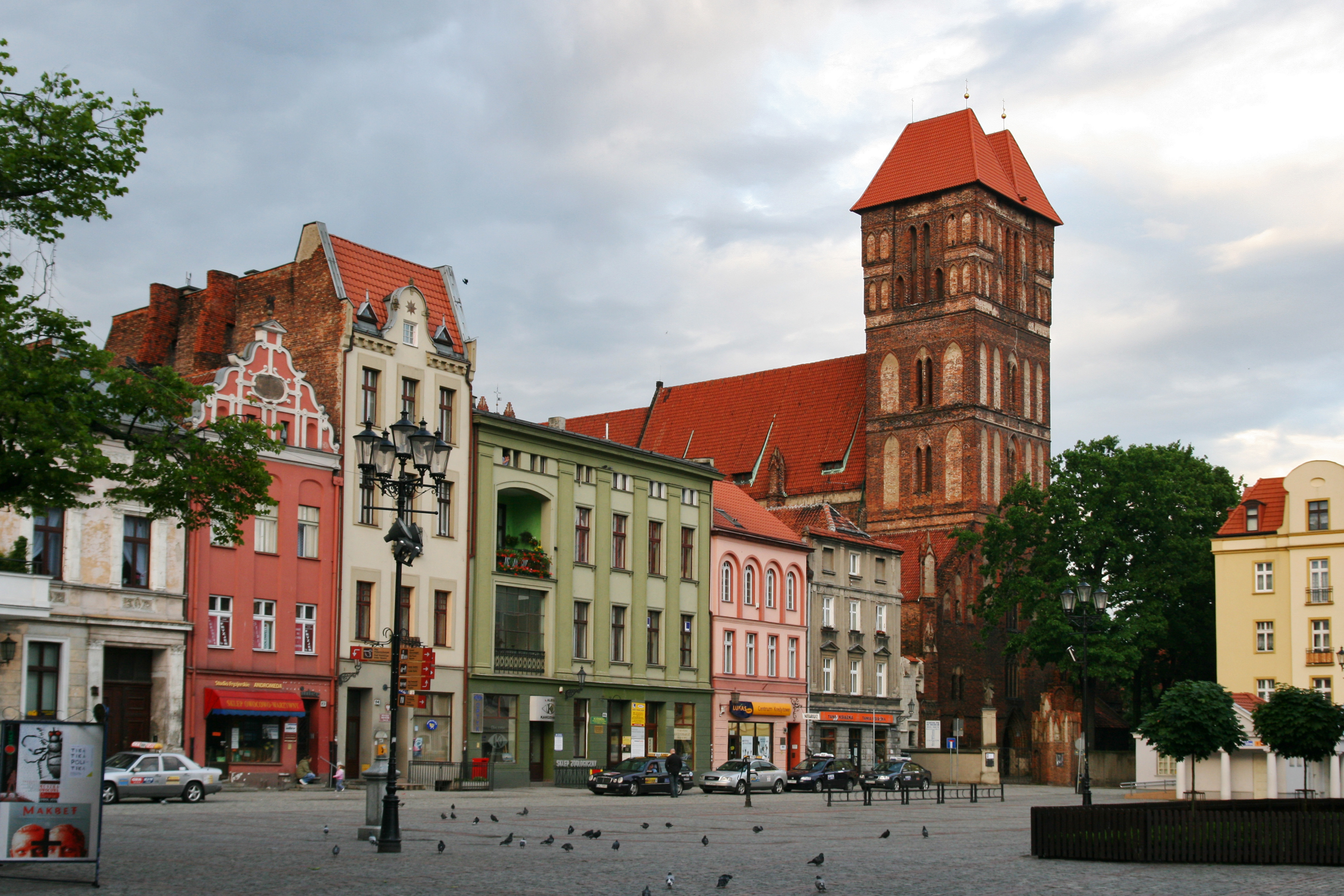
تورون: ساحة السوق

تورون (Toruń) مدينة بولندية عاصمة محافظة كويافيا-بوميرانيا رفقة مدينة بيدغوشتش (Bydgoszcz). تقع على ضفاف نهر فيستولا، المدينة الجديدة على الضفة اليمنى والقديمة على الضفة يسرى، على بعد حوالي 210 كيلومترا شمال غرب وارسو. يقطن المدينة حوالي 196,935 ساكن حسب إحصاء 2021، مقر للصناعات الكيميائية وتقاطع سكك الحديد هام مع محطة تبديل.

## المناخ
يظهر الجدول التالي التغييرات المناخية على مدار السنة لتورون:
| البيانات المناخية لـتورون          | البيانات المناخية لـتورون | البيانات المناخية لـتورون | البيانات المناخية لـتورون | البيانات المناخية لـتورون | البيانات المناخية لـتورون | البيانات المناخية لـتورون | البيانات المناخية لـتورون | البيانات المناخية لـتورون | البيانات المناخية لـتورون | البيانات المناخية لـتورون | البيانات المناخية لـتورون | البيانات المناخية لـتورون | البيانات المناخية لـتورون |
| الشهر                              | يناير                     | فبراير                    | مارس                      | أبريل                     | مايو                      | يونيو                     | يوليو                     | أغسطس                     | سبتمبر                    | أكتوبر                    | نوفمبر                    | ديسمبر                    | المعدل السنوي             |
| ---------------------------------- | ------------------------- | ------------------------- | ------------------------- | ------------------------- | ------------------------- | ------------------------- | ------------------------- | ------------------------- | ------------------------- | ------------------------- | ------------------------- | ------------------------- | ------------------------- |
| الدرجة القصوى °م (°ف)              | 12.7 (54.9)               | 17.1 (62.8)               | 23.4 (74.1)               | 29.9 (85.8)               | 32.3 (90.1)               | 34.5 (94.1)               | 35.7 (96.3)               | 35.6 (96.1)               | 32.4 (90.3)               | 28.2 (82.8)               | 19.9 (67.8)               | 15.6 (60.1)               | 35.7 (96.3)               |
| متوسط درجة الحرارة الكبرى °م (°ف)  | −0.1 (31.8)               | 1.4 (34.5)                | 6.2 (43.2)                | 12.7 (54.9)               | 18.8 (65.8)               | 22.2 (72.0)               | 23.5 (74.3)               | 23.0 (73.4)               | 18.5 (65.3)               | 12.8 (55.0)               | 5.9 (42.6)                | 1.6 (34.9)                | 12.2 (54.0)               |
| المتوسط اليومي °م (°ف)             | −2.8 (27.0)               | −1.8 (28.8)               | 1.9 (35.4)                | 7.1 (44.8)                | 13.0 (55.4)               | 16.6 (61.9)               | 17.8 (64.0)               | 17.2 (63.0)               | 13.0 (55.4)               | 8.3 (46.9)                | 3.4 (38.1)                | −0.6 (30.9)               | 7.8 (46.0)                |
| متوسط درجة الحرارة الصغرى °م (°ف)  | −5.6 (21.9)               | −4.7 (23.5)               | −1.5 (29.3)               | 2.4 (36.3)                | 7.3 (45.1)                | 10.7 (51.3)               | 12.2 (54.0)               | 11.7 (53.1)               | 8.6 (47.5)                | 4.9 (40.8)                | 0.9 (33.6)                | −3.1 (26.4)               | 3.7 (38.6)                |
| أدنى درجة حرارة °م (°ف)            | −32.2 (−26.0)             | −29.3 (−20.7)             | −26.5 (−15.7)             | −8.3 (17.1)               | −4.2 (24.4)               | −0.6 (30.9)               | 3.1 (37.6)                | 1.4 (34.5)                | −3.7 (25.3)               | −9.6 (14.7)               | −22.8 (−9.0)              | −24.5 (−12.1)             | −32.2 (−26.0)             |
| الهطول مم (إنش)                    | 27 (1.1)                  | 23 (0.9)                  | 26 (1.0)                  | 30 (1.2)                  | 56 (2.2)                  | 78 (3.1)                  | 77 (3.0)                  | 60 (2.4)                  | 45 (1.8)                  | 39 (1.5)                  | 40 (1.6)                  | 35 (1.4)                  | 536 (21.2)                |
| متوسط أيام هطول الأمطار (≥ 1.0 mm) | 7.4                       | 6.6                       | 6.7                       | 7.1                       | 8.5                       | 9.4                       | 10.5                      | 9.0                       | 8.0                       | 7.6                       | 9.4                       | 9.1                       | 99.3                      |
| ساعات سطوع الشمس الشهرية           | 42.0                      | 63.0                      | 63.0                      | 155.0                     | 224.0                     | 226.0                     | 220.0                     | 211.0                     | 145.0                     | 98.0                      | 41.0                      | 30.0                      | 1٬518                     |
| المصدر: NOAA                       |                           |                           |                           |                           |                           |                           |                           |                           |                           |                           |                           |                           |                           |

## توأمة
لتورون اتفاقيات توأمة مع كل من:
- كالينينغراد (1995 - )[25]
- غوتينغن (1978 - )[26]
- نوفو ميتسو (2009 - )[27]
- لايدن (1988 - )[28]
- هامينلينا (1989 - )[29]
- تشادتسا (1996 - )[30]
- سويندون (2003 - )[31]
- لوتسك (2008 - )[32]
- غويلين (2010 - )[33]
- بنبلونة
- فيلادلفيا (1976 - )[34]
- أنجيه (2011 - )[35]
- كاوناس (26 فبراير 2016 - )[36]

## أعلام
- نيكولاس كوبرنيكوس
- آدم واكزينسكي
- ميخال غولاش
- يان الأول ألبرت
- بوغسلاف ليندا
- هانس ألكسندر فينكلر
- صموئيل توماس فون سوميرينغ
- تسفي هيرش كاليشر